# Rafael Horzon

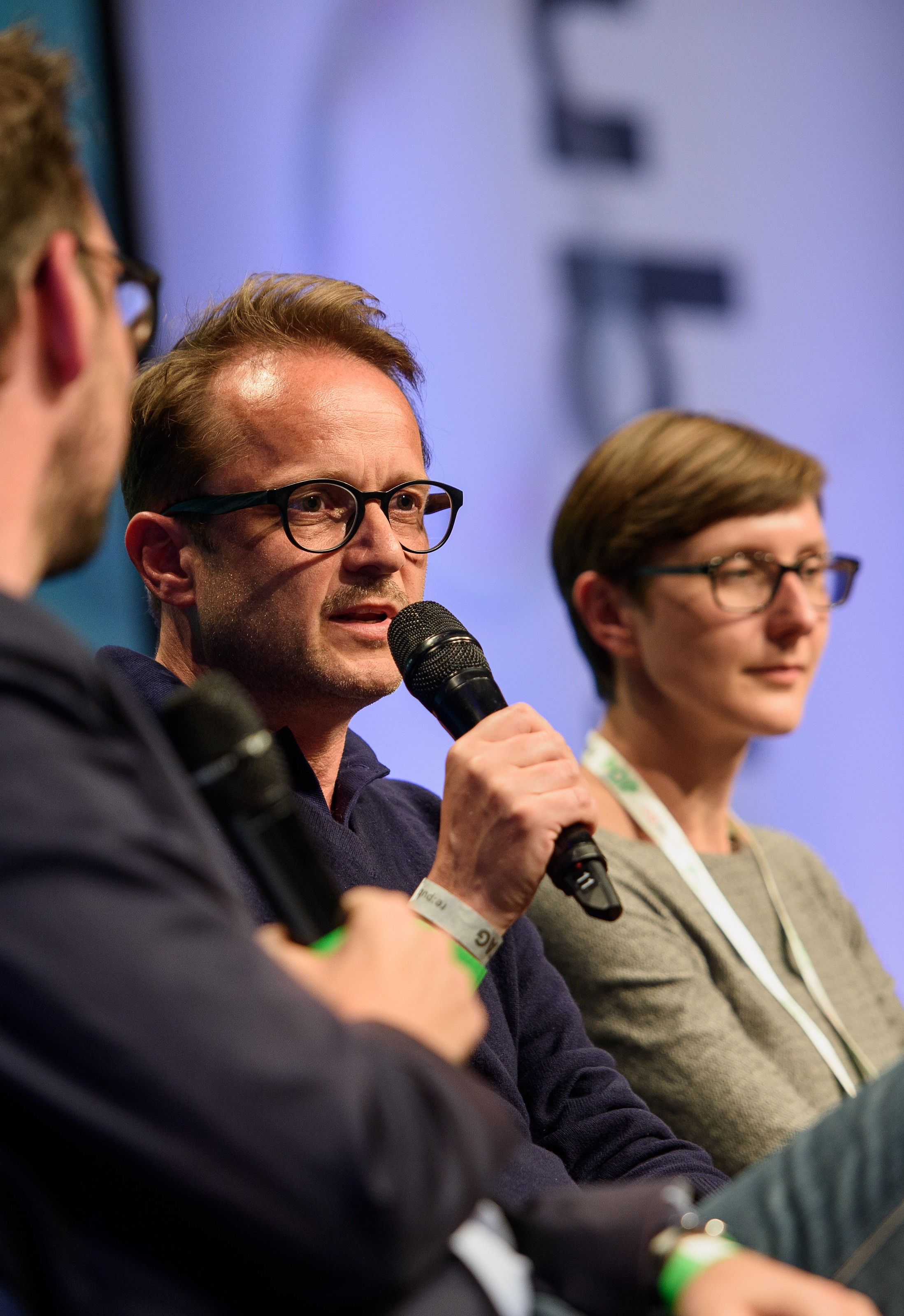
Rafael Horzon (2018)

Rafael Horzon (Amburgo, 2 dicembre 1968) è uno scrittore e inventore tedesco.

## Biografia
Studia filosofia, latino, fisica e letterature comparate fra Francia e Germania.
Dopo aver lavorato come consegnatore per le poste tedesche a Berlino, nel 1996 si trasferisce e apre la  Galerie Bertintokyo dove vengono esposti importanti artisti giapponesi contemporanei.
Seguono altre attività:
- l'apertura della Wissenschaftsakademie Berlin, una libera università, molto seguita dagli studenti berlinesi per i corsi di ampio respiro, dove hanno tenuto seminari persone come Niklas Maak, Nick Currie, David Woodard, Christian Kracht, Eckhart Nickel, Christoph Keller, Hans-Ulrich Obrist, Christian von Borries, Ingo Niermann e Jeans Team, oltre a Horzon stesso;
- la creazione della Moebel Horzon, casa di produzione di mobilia con negozio in Berlino Mitte;
- la Separitas, prima agenzia al mondo che si occupa di dividere le coppie;

Personaggio poliedrico, talvolta noto per eccentrici fatti di cronaca, Horzon ha dato alle stampe dell'editore Berlin Suhrkamp la sua opera autobiografica Das weisse Buch (2010, tradotto e stampato in italiano da Scritturapura nel 2013 con il titolo Il libro bianco), dove racconta le vicende che lo portarono ad avviare le succitate imprese al fine di costruire una Nuova Realtà.